# Карпантра (округ)
Округ Карпантра (фр. Arrondissement de Carpentras) — округ у Франції, в департаменті Воклюз. 2023 року округ об'єднував 78 муніципалітетів, населення становило 224 408 осіб.
Адміністративний центр (супрефектура) — Карпантра.

## Муніципалітети
Список муніципалітетів округу та їхні коди INSEE:
1. Альтан-де-Палюд (84001)
2. Антрешо (84044)
3. Бедуен (84017)
4. Бловак (84018)
5. Боллен (84019)
6. Бом-де-Веніз (84012)
7. Бомон-дю-Ванту (84015)
8. Брант (84021)
9. Бюїссон (84022)
10. Вакейрас (84136)
11. Вальреас (84138)
12. Везон-ла-Ромен (84137)
13. Венаск (84143)
14. Візан (84150)
15. Віль-сюр-Озон (84148)
16. Вільдьє (84146)
17. Вйоле (84149)
18. Грійон (84053)
19. Жигондас (84049)
20. Жонк'єр (84056)
21. Кадерусс (84027)
22. Камаре-сюр-Ег (84029)
23. Каром (84030)
24. Карпантра (84031)
25. Керанн (84028)
26. Кресте (84040)
27. Крійон-ле-Брав (84041)
28. Ла-Рок-Альрик (84100)
29. Ла-Рок-сюр-Перн (84101)
30. Лагард-Пареоль (84061)
31. Ламотт-дю-Рон (84063)
32. Лапалю (84064)
33. Лафар (84059)
34. Ле-Барру (84008)
35. Ле-Босе (84011)
36. Лорйоль-дю-Конта (84067)
37. Мазан (84072)
38. Малосен (84069)
39. Мальмор-дю-Конта (84070)
40. Метаміс (84075)
41. Моден (84077)
42. Мондрагон (84078)
43. Монте (84080)
44. Моньє (84079)
45. Мормуарон (84082)
46. Морнас (84083)
47. Обіньян (84004)
48. Оранж (84087)
49. Орель (84005)
50. Перн-ле-Фонтен (84088)
51. Пйоланк (84091)
52. Пюїмерас (84094)
53. Расто (84096)
54. Ришранш (84097)
55. Рое (84098)
56. Сабле (84104)
57. Савуаллан (84125)
58. Сарріан (84122)
59. Сегюре (84126)
60. Сен-Дідьє (84108)
61. Сен-Іпполіт-ле-Гравейрон (84109)
62. Сен-Кристоль (84107)
63. Сен-Леже-дю-Ванту (84110)
64. Сен-Марселлен-ле-Везон (84111)
65. Сен-П'єрр-де-Вассоль (84115)
66. Сен-Роман-де-Малегард (84117)
67. Сен-Ромен-ан-В'єннуа (84116)
68. Сен-Трині (84120)
69. Сент-Сесіль-ле-Вінь (84106)
70. Сериньян-дю-Конта (84127)
71. Со (84123)
72. Сюзетт (84130)
73. Траваян (84134)
74. Флассан (84046)
75. Фокон (84045)
76. Шатонеф-дю-Пап (84037)
77. Юшо (84135)